# Стратегия Молдовы
Экспертный клуб «Стратегия Молдовы» (рум. Clubul de experți «Strategia Moldovei») — объединение экспертного сообщества Республики Молдова, действующее в сфере анализа социально-экономического развития республики и разработки стратегического видения развития страны на краткосрочный и долгосрочный периоды.

## История

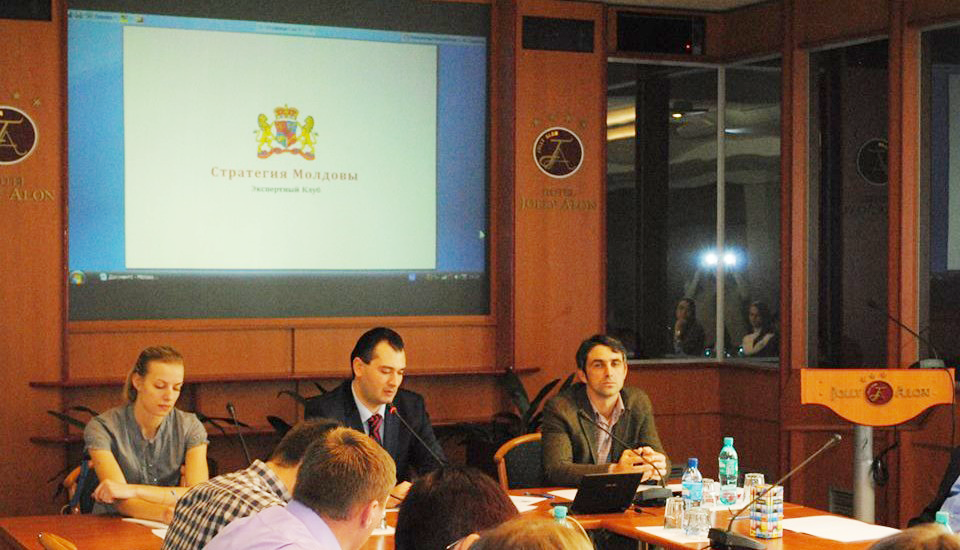
Учредительное заседание экспертного клуба «Стратегия Молдовы», 26 октября 2013 года

Клуб был основан 26 октября 2013 года в 340-ю годовщину со дня рождения молдавского господаря и известного учёного Дмитрия Кантемира. В состав Клуба входят эксперты в области экономики, образования, права, международных отношений, молодёжные лидеры, представители духовенства, историки, политологи, руководители аналитических центров и представители СМИ. Инициатором создания Клуба и его председателем является эксперт в области государственного развития, магистр публичного управления Вячеслав В. Пержу.
7 декабря 2013 года было открыто отделение клуба в Гагаузии. На учредительном заседании была озвучена идея создания на базе Комратского государственного университета рабочей группы по формированию «Межвузовского инновационного союза», а также организации постоянно действующего исторического форума «Наследие».
В подготовленном в 2016 году экспертами Российского Института Стратегических Исследований (РИСИ) докладе «„Мозговые центры“ в странах СНГ и Грузии: структура, задачи, основные тенденции развития» экспертный клуб «Стратегия Молдовы» назван «одной из ведущих „фабрик мысли“ Молдовы».

## Деятельность и проекты
Среди базовых направлений деятельности Экспертного клуба «Стратегия Молдовы» указываются:
- укрепление государственности, культурных и духовно-нравственных основ Молдовы;
- повышение уровня жизни населения;
- обеспечение гражданского мира в стране;
- усиление международных позиций республики;
- укрепление межгосударственных и межличностных связей с государствами — историческими партнёрами Молдовы.

13 декабря 2013 года Клуб открыл в Молдове Центр поддержки молодёжных инициатив (ЦПМИ). В учредительном заседании приняли участие более тридцати лидеров молодёжных организаций Кишинёва, Бельц, Комрата и Тирасполя. Основная задача проекта — информационная и методологическая помощь молодёжи в подготовке и продвижении образовательных, культурных, спортивных и других проектов.
21 марта 2014 года, к празднованию 655-й годовщины молдавской государственности, Клуб выступил инициатором создания Народного комитета «Молдова 655». Усилиями Комитета был разработан Генеральный план празднования и реализован ряд мероприятий национального и международного уровня.
Клуб входит в состав Оргкомитета Общенационального форума молодёжи «Молдова нового поколения».
Экспертный клуб выступил инициатором проведения в Молдове Международного бизнес-конгресса IBC/MD.
В рамках заседаний Клуба обсуждаются вопросы укрепления суверенитета Республики Молдова и развития в стране общественных организаций и движений патриотической направленности.
Научный актив Клуба инициировал работу над проектом создания в республике Международного научно-образовательного кластера «iGrad». Проект предусматривает строительство технопарка, включающего производственно-жилой комплекс, обучающие центры, производственные IT-комплексы, дата-центры и т. д. Согласно планам экспертов, полная реализация займет около 15 лет, а общий бюджет оценивается примерно в 800 миллионов евро. Указано, что технопарк предполагается построить в Гагаузии (Гагауз Ери). В СМИ проект получил название «Молдавская „Силиконовая долина“».

## Членство в клубе
Как указано, включение в состав клуба осуществляется по приглашению и при наличии рекомендаций. Членами могут быть как граждане Молдовы, так и представители экспертного сообщества других стран.

## Критика и скандалы
В июне 2014 года участие ряда членов экспертного клуба «Стратегия Молдовы» в собрании общественных деятелей в городе Бельцы несколько СМИ Молдовы и Румынии представили как «встречу с целью подготовки протестов в стране». Участники встречи отвергли обвинения, заявив:

Открытая встреча патриотически настроенных общественных деятелей Молдовы [...] была организована с целью обсуждения ряда культурных мероприятий, посвящённых 655-й годовщине молдавской государственности. Но она была представлена несколькими СМИ как «встреча экстремистов и сепаратистов с целью подготовки протестов». Все обвинения основаны лишь на нескольких фотографиях улыбающихся и мирно беседующих в парке людей, так что существует большая вероятность выигрыша в суде.